# Jeremain Lens
Jeremain Lens (Amesterdã, 24 de novembro de 1987), é um futebolista Holandês que atua como atacante. Atualmente, joga pelo Versailles.

## Títulos
AZ Alkmaar
- Eredivisie: 2008–09
- Supercopa dos Países Baixos: 2009

PSV Eindhoven
- Copa dos Países Baixos: 2011–12
- Supercopa dos Países Baixos: 2012

Dínamo de Kiev
- Copa da Ucrânia: 2013–14